# Maladera himalayica
Maladera himalayica är en skalbaggsart som beskrevs av Brenske 1896. Maladera himalayica ingår i släktet Maladera och familjen Melolonthidae. Inga underarter finns listade i Catalogue of Life.